# کلاته حاج حسن
کلاته حاج حسن، روستایی از توابعشهرستان میان جلگه در استان خراسان رضوی ایران است.

## جمعیت
این روستا در دهستان غزالی قرار دارد و براساس سرشماری مرکز آمار ایران در سال ۱۳۸۵، جمعیت آن زیر سه خانوار بوده‌است.